# Dicamptodon copei
Dicamptodon copei är en groddjursart som beskrevs av Ronald Archie Nussbaum 1970. Dicamptodon copei ingår i släktet Dicamptodon och familjen västliga mullvadssalamandrar. IUCN kategoriserar arten globalt som livskraftig. Inga underarter finns listade i Catalogue of Life.